# یوسف ارفعی
یوسف ارفعی (زاده ۱۲۷۰ در تبریز - درگذشته ۲ تیر ۱۳۰۵ در سلماس) سرهنگ و فرمانده پادگان سلماس بود که در شورش پادگان سلماس توسط درجه‌داران و سربازان به قتل رسید.

## زندگی نظامی در ترکیه
یوسف ارفعی در سال ۱۲۷۰ شهر تبریز متولد شد و تحصیلات مقدماتی را در همان شهر تکمیل نمود. سپس به استانبول سفر کرد و پس از اتمام دوره متوسطه وارد مدرسه حربیه استانبول شد و دوره مدرسه نظامی امدادی ترکیه را طی نمود و در رشته توپخانه فارغ‌‌التحصیل شد. در سال ۱۲۹۲ در قشون عثمانی با درجه نایب دومی استخدام شد و در جنگ بین الملل اول در جبهه های مختلف از خود رشادت بروز داد به طوریکه به دریافت نشان‌های هلال احمر ترکیه و صلیب آهنی آلمان مفتخر شد و در خدمت قشون عثمانی تا درجه سروانی ترقی کرد.

## سوابق نظامی در ایران
وی در ۱۲۹۸ به ایران بازگشت و در ژاندارمری با درجه سلطانی استخدام شد. در ۱۳۰۰ در اثر ابراز لیاقت درجه یاوری گرفت. پس از تشکیل لشکر تبریز به فرماندهی توپخانه لشکر منصوب شد و در همان سمت نایب سرهنگ شد. چندی هم حاکم نظامی ارومیه بود. در سال ۱۳۰۴ به درجه سرهنگ تمامی رسید و فرماندهی پادگاه اشنویه به او سپرده شد. در دوم تیر ۱۳۰۵ مقارن با شورش پادگان سلماس سرهنگ ارفعی فرمانده پادگان بود که پس از درگیری لفظی با متمردین با سرنیزه و شلیک گلوله مورد حمله واقع شد و به قتل رسید.